# Tarnov (Nebraska)
Tarnov es una villa ubicada en el condado de Platte en el estado estadounidense de Nebraska. En el Censo de 2010 tenía una población de 46 habitantes y una densidad poblacional de 555,02 personas por km².

## Geografía
Tarnov se encuentra ubicada en las coordenadas 41°36′53″N 97°30′9″O / 41.61472, -97.50250. Según la Oficina del Censo de los Estados Unidos, Tarnov tiene una superficie total de 0.08 km², de la cual 0.08 km² corresponden a tierra firme y (0%) 0 km² es agua.

## Demografía
Según el censo de 2010, había 46 personas residiendo en Tarnov. La densidad de población era de 555,02 hab./km². De los 46 habitantes, Tarnov estaba compuesto por el 100% blancos, el 0% eran afroamericanos, el 0% eran amerindios, el 0% eran asiáticos, el 0% eran isleños del Pacífico, el 0% eran de otras razas y el 0% pertenecían a dos o más razas. Del total de la población el 0% eran hispanos o latinos de cualquier raza.